# IMUSE
iMuse (Interactive Music Streaming Engine) – system synchronizacji odtwarzania dźwięku w grach komputerowych, stworzony w latach 90. XX w. przez firmę LucasArts.
iMuse jest systemem, który zarządza odgrywaniem plików muzycznych midi – cyfrowy zapis nutowy (w starszych grach) lub cyfrowych nagrań (w nowszych grach). Zarządza, aby przełączyć się płynnie z jednego pliku do drugiego (lub w inne miejsce w tym samym pliku). Dlatego używa pewnych poleceń takich jak Jump i Loop. Można na przykład również zmienić głośność. W wersji midi iMuse mógł również dodać lub usunąć instrumenty oraz zmienić tempo. Nie jest to możliwe z cyfrowej muzyki, ale efekt ten można uzyskać poprzez przełączanie się między dwoma różnymi miksami, jeden zawierający instrument (linię melodyczną), a drugi nie.